# Керанд
Керанд (рум. Cărand) — село у повіті Арад в Румунії. Адміністративний центр комуни Керанд.
Село розташоване на відстані 384 км на північний захід від Бухареста, 66 км на північний схід від Арада, 121 км на захід від Клуж-Напоки, 100 км на північний схід від Тімішоари.

## Населення
За даними перепису населення 2002 року у селі проживали 763 особи.
Національний склад населення села:
| Національність | Кількість осіб | Відсоток |
| -------------- | -------------- | -------- |
| румуни         | 732            | 95,9%    |
| цигани         | 17             | 2,2%     |
| словаки        | 10             | 1,3%     |

Рідною мовою назвали:
| Мова      | Кількість осіб | Відсоток |
| --------- | -------------- | -------- |
| румунська | 744            | 97,5%    |
| циганська | 17             | 2,2%     |